# Sneltramhalte
Een sneltramhalte is een tramhalte met een hoog perron, op gelijk niveau met de vloer van de sneltram. Net als op de meeste metrostations bedraagt de perronhoogte ongeveer 1 meter, waardoor er een gelijkvloerse instap is. Een sneltramhalte is gebruikelijk iets groter van opzet dan een tram- of bushalte. Voorbeelden van deze halten zijn te vinden aan de Rotterdamse metro lijn A en lijn B (sinds 1983) en de RandstadRail-lijnen 3, 4, 34 en E (sinds 2006). Van 1983-2020 waren deze haltes ook in gebruik bij de sneltramlijn Utrecht - Nieuwegein/IJsselstein en van 1990-2019 bij de Amstelveenlijn (Station Amsterdam Zuid – Amstelveen Westwijk).
Sinds de komst van lagevloertrams op sneltramlijnen zoals in Amsterdam, Den Haag en Utrecht zijn de perrons verlaagd van 1 meter naar een een hoogte die aansluit op de vloer van de lagevloertram. 
Met de komst van de OV-chipkaart zijn er op sneltramhaltes, in tegenstelling tot op metrostations, meestal geen tourniquets geplaatst. Dit komt omdat sneltramlijnen zich veelal op straatniveau bevinden en tourniquets daardoor door zwartrijders makkelijk te ontwijken zijn. Op station Rotterdam Alexander en op enkele haltes aan de Hoekse Lijn zijn ze er wel.

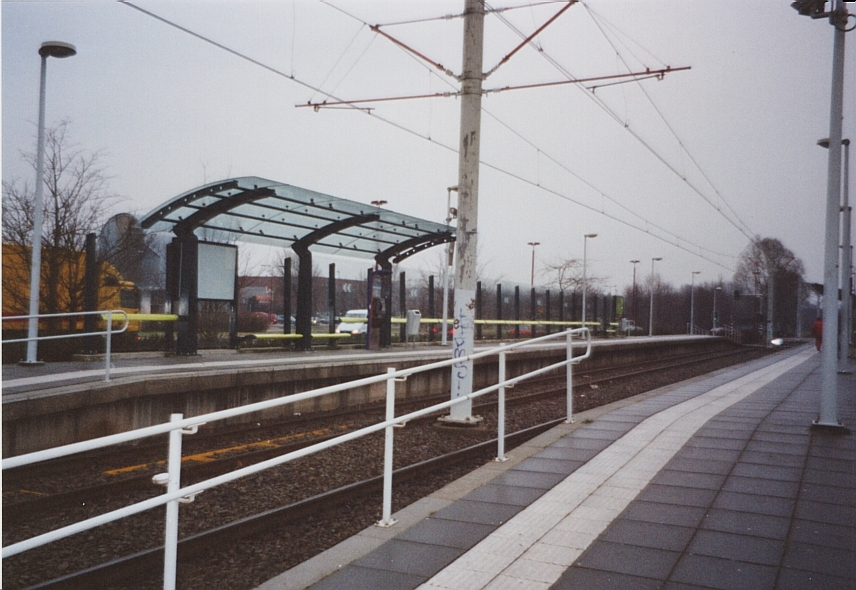
Sneltramhalte Zuilenstein in Nieuwegein.
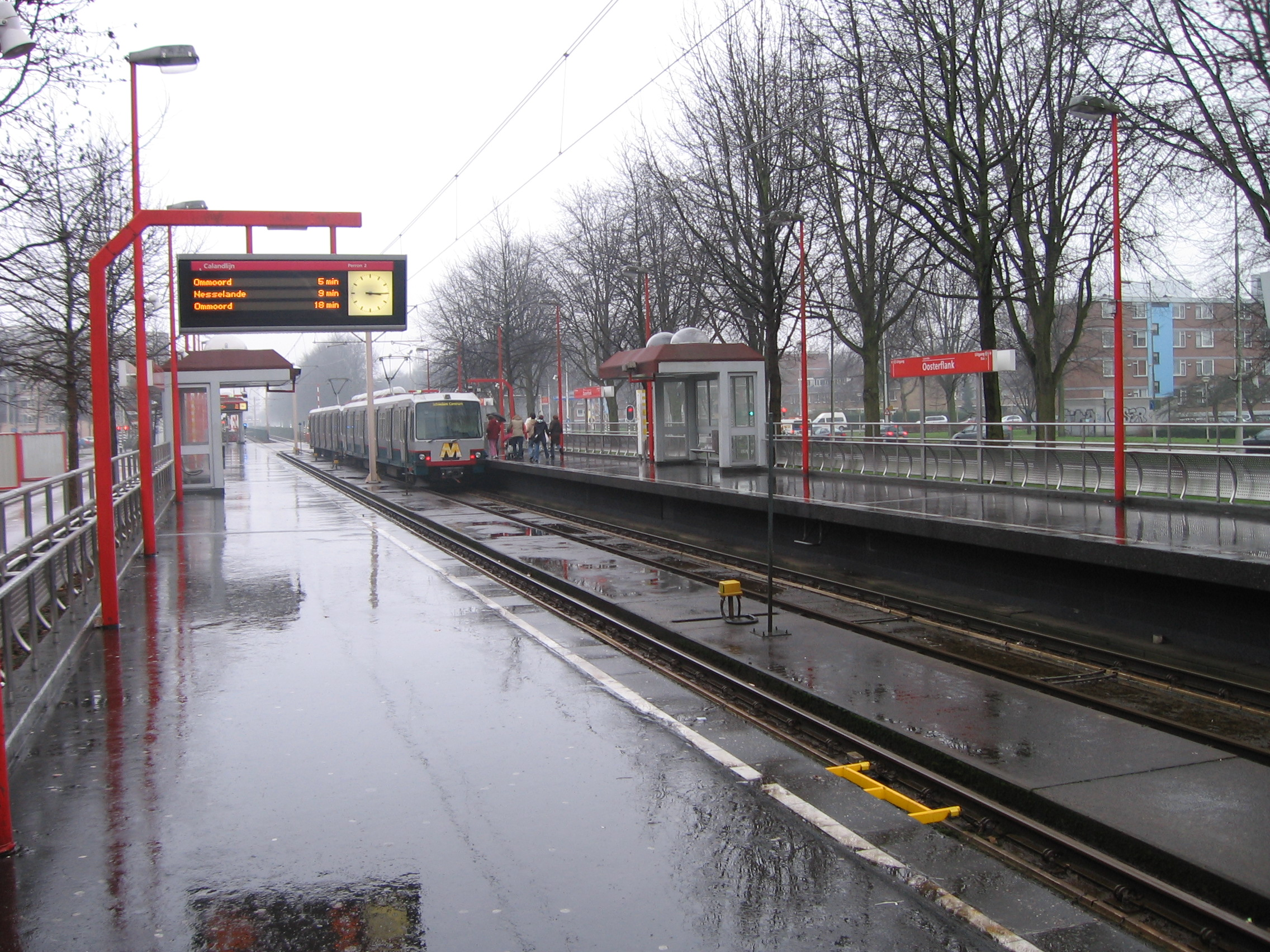
Sneltramhalte Oosterflank aan de metrolijnen A en B in Rotterdam.
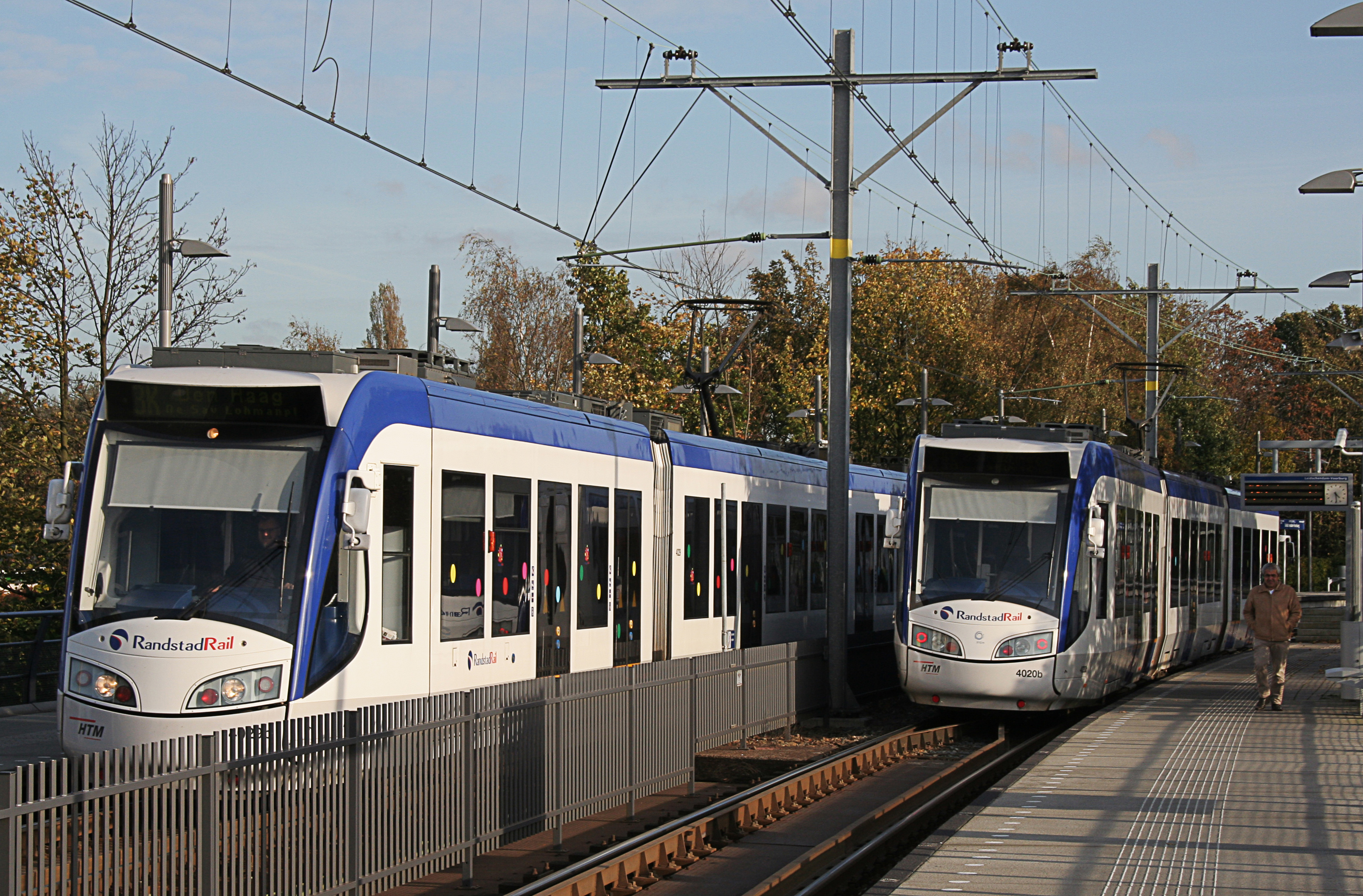
Sneltramhalte Leidschendam-Voorburg aan RandstadRail tramlijnen 3, 4 en 34 van HTM en Metrolijn E van de RET.
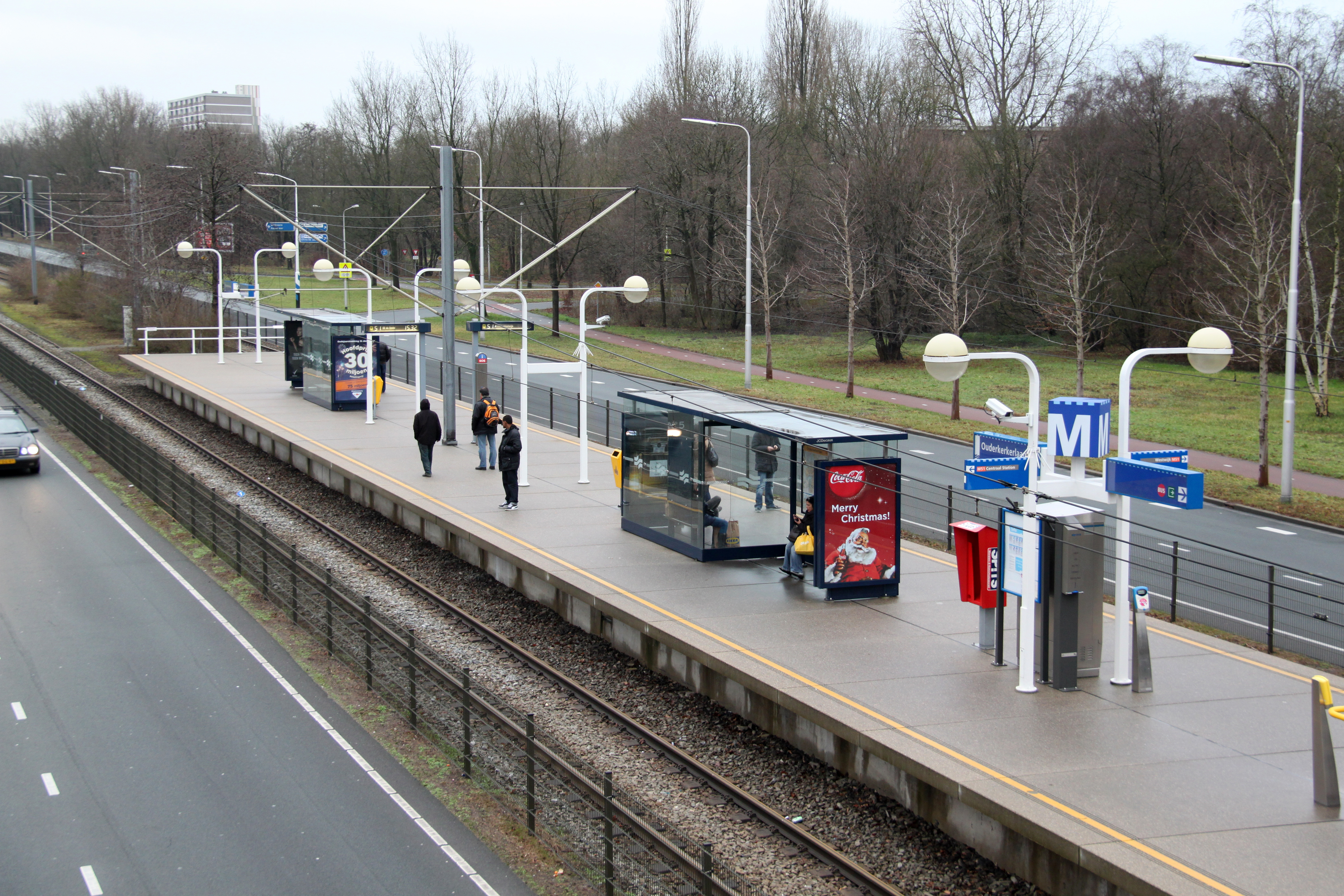
Sneltramhalte Ouderkerkerlaan in Amstelveen (1990-2019).